# Hans Bol

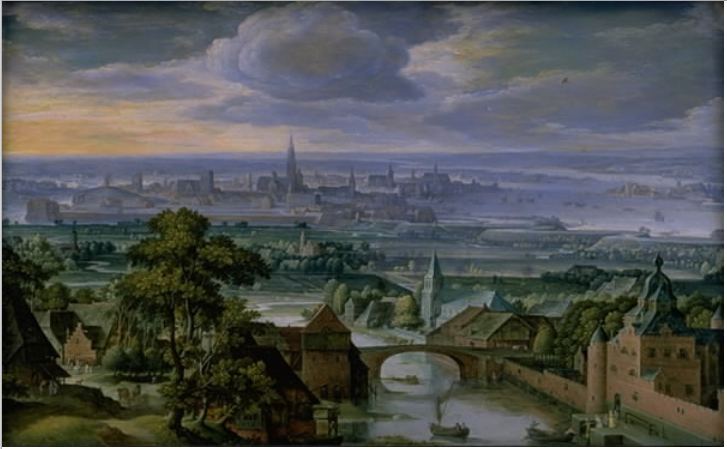
Paisagem com vista de Antuérpia

Hans Bol ou Jan Bol (1534, Mechelen – 1593, Amsterdam) foi um pintor e miniaturista flamengo conhecido por suas paisagens, cenas bíblicas, alegóricas e cotidianas produzidas no estilo do Maneirismo nórdico. Suas paisagens tiveram uma importante influência na próxima geração de pintores de paisagem holandeses. Suas impressões, tanto próprias quanto criadas por outros mestres flamengos, tais como Pieter Brueghel, o Velho, contribuíram para a disseminação de temas no norte da Holanda. 
Bol nasceu em Mechelen e recebeu seus primeiros treinamentos em arte de seus tios, Jacob Bol I e Jan Bol, que eram pintores. Viajou para a Alemanha e passou um tempo em Heidelberg, de 1550 a 1552.  Voltou para Mechelen em 1560 quando entrou para a Guilda de São Lucas da cidade. Em 1572, partiu para Antuérpia, onde se tornou mestre da Guilda local. Em  1586, foi para Amsterdam, onde residiu até sucumbir à peste em 1593. 
Entre seus alunos estão Frans Boels, Joris Hoefnagel, Jacob Savery (I), Rommert van Beve, Gillis van Coninxloo e David Vinckboons.
Bol é famoso por sua extensão obra gráfica de desenhos e impressões. Sua paisagens, influenciadas por Pieter Bruegel, o Velho, mostravam uma visão mais realista do ambiente, combinada com elementos imaginários, cumprindo um importante papel no desenvolvimento da pintura de paisagem nos Países Baixos. Bol podia ser considerado o sucessor de Pieter, pois ajudou a finalizar trabalhos do mestre, tais como uma série de impressões sobre as quatro estações, encomendada por Hieronymus Cock e gravadas por Pieter van der Heyden. Uma série completa de desenhos para os Doze Meses está hoje na coleção do Museu Boijmans Van Beuningen. Foi mais tarde gravada por Adriaen Collaert e publicada por Hans van Luyck em 1581, o que fez com que a obra circulasse livremente e influenciasse artistas contemporâneos. 